# San Jerónimo Acazulco

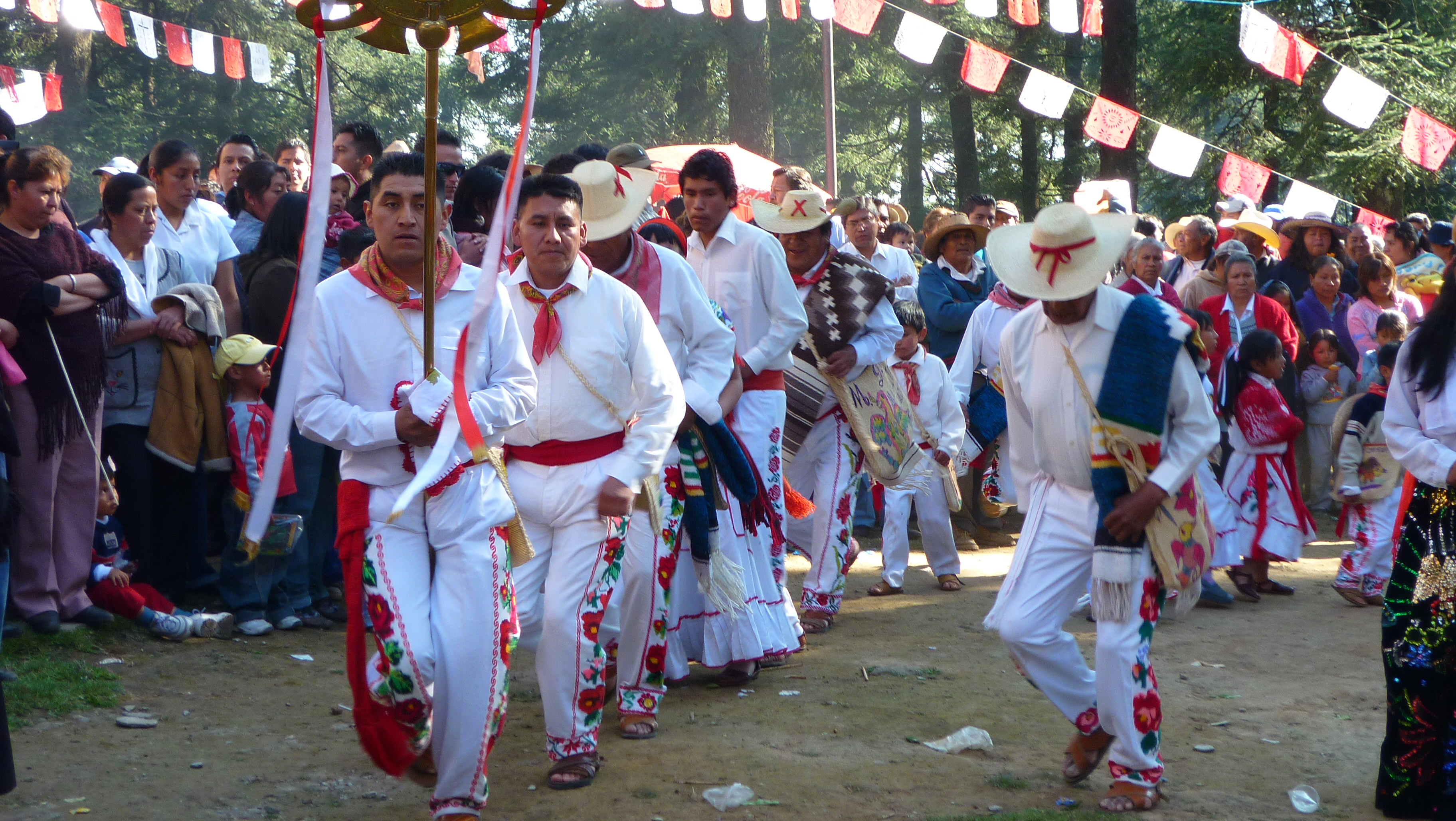
La danse des Arrieros, une danse folklorique des communautés de la vallée de Toluca exécutée lors d'une célébration sur le Cerro Hueyameluca à l'extérieur de San Jerónimo Acazulco

San Jerónimo Acazulco est une ville et une communauté de la municipalité d'Ocoyoacac, dans l'État de Mexico, au Mexique. C'était autrefois une communauté agricole bien que l'économie de l'ejido repose désormais principalement sur le commerce touristique. Il se situe dans le Parc national Insurgente Miguel Hidalgo y Costilla.
Il s'agit d'une communauté indigène du peuple Otomi et la plupart des personnes âgées parlent encore le dialecte Otomi d'Acazulco de la langue Otomi. Au recensement de 2010, il y avait 4 827 habitants.
La communauté dispose d'un système actif de fêtes religieuses, les dirigeants de ses confréries religieuses se relayant pour organiser des célébrations publiques tout au long de l'année,,.